# Portells Tancats
Els Portells Tancats és una collada dels contraforts nord-orientals del Massís del Canigó, a 2.219,5 metres d'altitud, en el terme comunal de Mentet, a la comarca del Conflent, de la Catalunya del Nord. Estan situats a la zona central del sud del terme de Mentet, dins de la Reserva Natural de Pi - Mentet. És a prop al nord dels Collets Verds.